# Edvige di Polonia
Edvige di Polonia, nota anche come Edvige d'Angiò o Jadwiga (Buda, 1374 – Cracovia, 17 luglio 1399), fu regina (ufficialmente però il suo titolo era "re" anziché "regina", per indicare che regnava per suo diritto e non in quanto consorte di re) di Polonia di origine ungherese.
Edvige fu la minore delle figlie di Luigi I d'Ungheria ed Elisabetta Kotromanić di Bosnia. Sia la madre di Edvige sia quella di Luigi, Elisabetta (figlia di Ladislao I di Polonia, Łokietek), erano discendenti della Casa Reale dei Piasti, un'antica dinastia nativa della Polonia. Edvige era dunque bisnipote di Ladislao I, che aveva riunificato il regno polacco nel 1320. Regina di Polonia dal 1384 e granduchessa di Lituania dal 1386, è venerata dalla Chiesa cattolica come "Santa Edvige Regina" ed era patrona delle Regine, nonché Santa Patrona di Polonia.

## Biografia

### L'infanzia
La futura regina crebbe presso la corte reale ungherese di Buda e di Visegrád. Nel 1378, ad appena quattro anni di età, fu data in sposa a Guglielmo I d'Asburgo, con il quale trascorse circa un anno presso la corte imperiale di Vienna. Ma dieci anni dopo, nel 1388, il matrimonio fu annullato dal papa Bonifacio IX e Guglielmo sposò la cugina di Edvige, la regina di Napoli Giovanna II.
Già nel 1364 il padre di Edvige, Luigi I il Grande, aveva preso accordi con l'ex suocero, l'imperatore Carlo IV, per combinare un matrimonio fra i rispettivi figli: il figlio di Carlo, il futuro imperatore Sigismondo di Lussemburgo, sposò infatti la figlia maggiore di Luigi, la futura Regina Maria.
Edvige ebbe un'ottima educazione e fu istruita soprattutto nelle lingue, arrivando a parlare correntemente il latino, l'ungherese, il croato, il polacco e il tedesco. Affrontò lo studio delle arti, della musica e delle scienze, oltre a essere rigidamente educata alla vita di corte. Fu anche una donna profondamente religiosa: di lei sono conosciute le ampie doti di pietà e devozione alle sante Maria (sorella di Lazzaro), Marta, Brigida e alla sua santa protettrice Edvige di Andechs.

### Il trono di Polonia
Fino al 1370, la Polonia era stata governata dalla dinastia polacca dei Piast. L'ultimo re di questa grande casata, Casimiro III il Grande, non aveva lasciato figli maschi legittimi e considerava gli altri parenti maschi inadatti alla corona o troppo giovani per potere regnare. Per garantire una successione certa nominò suoi eredi la sorella Elisabetta di Polonia e il di lei figlio Luigi d'Ungheria, che fu infatti proclamato re nel 1370 mentre sua madre Elisabetta resse buona parte del potere reale fino alla morte, avvenuta nel 1380.

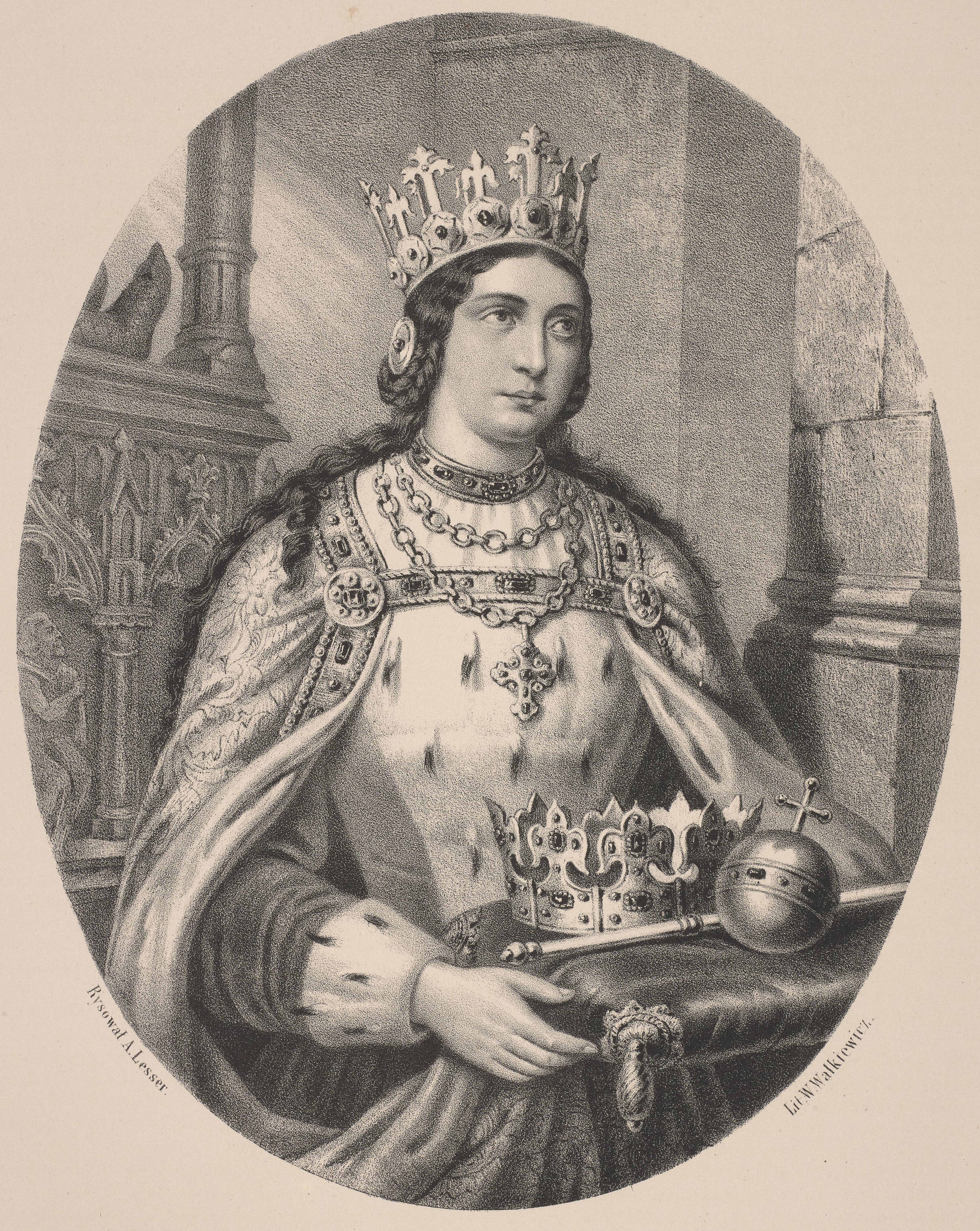
La regina Edvige di Polonia

Alla morte di Luigi I, nel 1382, il trono ungherese fu ereditato dalla figlia maggiore Maria (in seguito agli accordi noti come Privilegio di Koszyce), la quale avrebbe dovuto accedere di diritto anche al trono polacco insieme al marito Sigismondo. Ma i baroni della cosiddetta Polonia Minor (in un certo senso gli arbitri della successione monarchica) si opposero al prolungamento dell'unione personale della corona polacca con quella ungherese, realizzatasi con la salita al trono di Luigi il Grande. Per questo motivo si opposero strenuamente al riconoscimento di Maria e Sigismondo come nuovi sovrani e per marcare la loro opposizione ne decretarono l'espulsione dal territorio del regno. Un'umiliazione che Sigismondo non dimenticò e che fu alla base di travagliate vicende negli anni successivi.
I nobili polacchi scelsero allora come nuovo monarca la sorella minore di Maria, Edvige, all'epoca poco più che bambina. Le trattative furono gestite in sua vece dalla regina Madre Elisabetta, vedova di Luigi e reggente d'Ungheria. Dopo due anni di negoziati Edvige si recò finalmente a Cracovia, dove il 16 ottobre 1384 fu incoronata re di Polonia. L'uso del titolo al maschile aveva lo scopo di sottolineare il fatto che Edvige assumeva la dignità regia per suo proprio diritto e non come regina consorte.
Data la minore età la Polonia necessitava di un reggente che governasse in nome di Edvige. I parenti diretti di Edvige erano tutti in Ungheria e l'unico familiare a lei più vicino che risiedesse in Polonia era il fratello della madre, Ladislao di Cujavia, principe di Gniewkowo e privo di eredi.

### L'unione con Jagellone

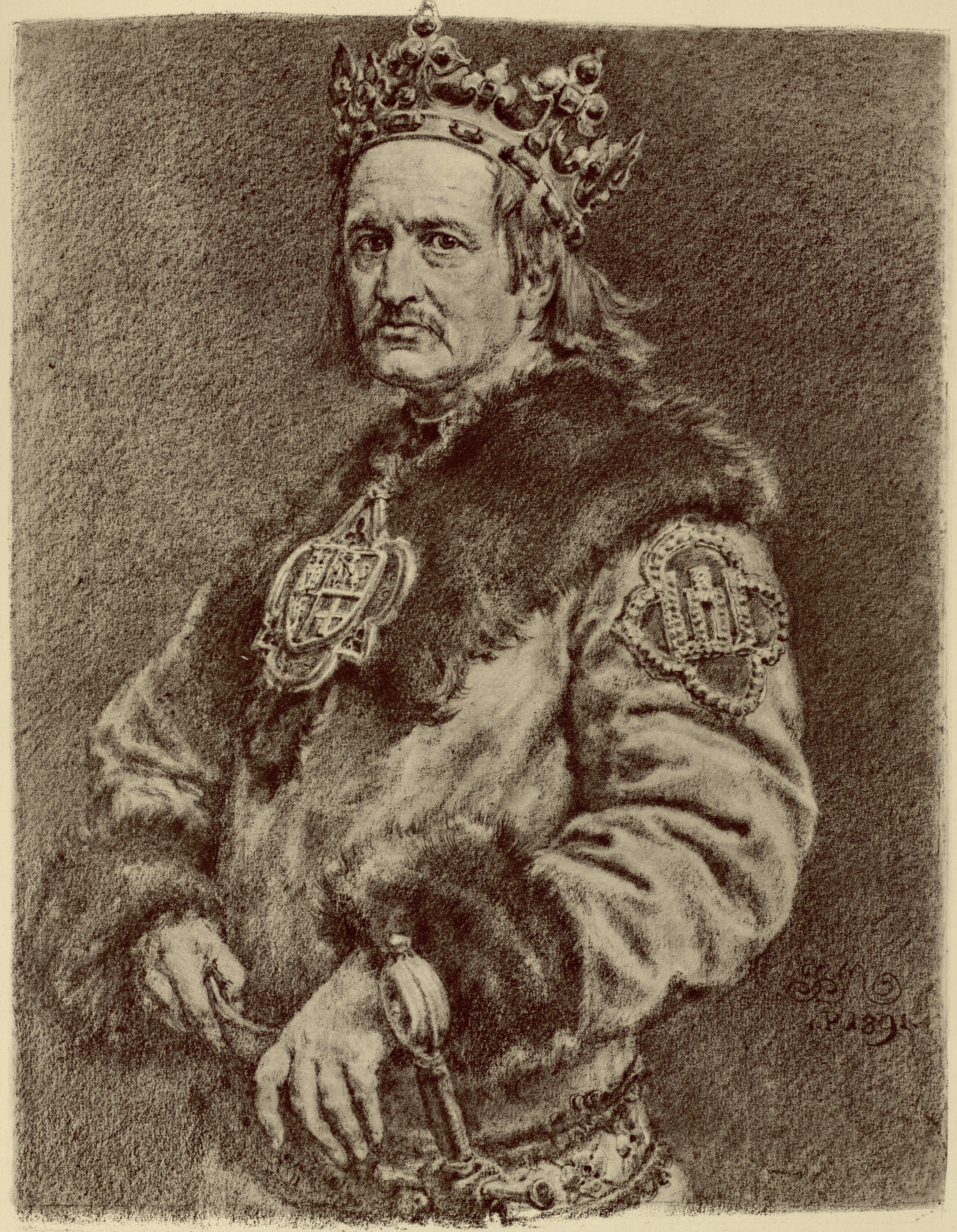
Il consorte Ladislao II Jagellone

L'ascesa al trono di Edvige fece di lei un partito ambitissimo per i grandi nobili europei. Subito dopo l'incoronazione si fecero avanti nuovi pretendenti alla mano della sovrana, fra i quali il duca Siemowit IV di Masovia e il granduca Jogaila (anche Jagiello o Jagello) di Lituania, sostenuto dai baroni della Polonia Minor.
Ma Edvige, undicenne, risultava ancora formalmente sposata a Guglielmo d'Austria, il quale evidentemente non era disposto a perdere l'opportunità di assumere la corona polacca in forza del legame matrimoniale con la regina. Nel 1385 Guglielmo giunse a Cracovia per consumare il matrimonio contratto sulla carta sette anni prima: in questo modo avrebbe legittimato pienamente la sua posizione di consorte e stroncato le velleità dei vari pretendenti alla mano della sovrana. Ma il piano fallì e Guglielmo fu espulso dal regno mentre i vescovi polacchi si attivavano per fare dichiarare nullo il suo matrimonio con Edvige.
In quello stesso anno Jogaila e i signori della Polonia Minor firmarono un accordo politico-dinastico che va sotto il nome di Unione di Krewo. Attraverso questo patto Jogaila assumeva importanti impegni in cambio della mano di Edvige e del diritto a essere incoronato re di Polonia. L'accordo prevedeva infatti la conversione sua e dei grandi nobili lituani al cattolicesimo romano, il rilascio dei prigionieri cattolici di tutto il Granducato e l'unione personale dei territori di Lituania e Polonia sotto la sovranità del monarca polacco per l'eternità.
La dodicenne Edvige e il ventiquattrenne Jogaila, che dopo la conversione era stato battezzato con il nome di Ladislao, convolarono a nozze il 18 febbraio 1386 a Cracovia. Il matrimonio fu seguito dall'incoronazione a re di Polonia di Ladislao II detto Jagellone, senza che questo intaccasse i diritti dinastici di Edvige.
In quello stesso anno la madre e la sorella della regina, Elisabetta e Maria, furono imprigionate probabilmente su ordine del marito di Maria, Sigismondo. Nel gennaio del 1387 Elisabetta fu strangolata, mentre Maria fu liberata nel luglio seguente grazie all'intervento dei Frangipani e dello zio adottivo Tvrtko di Bosnia. Maria morì di parto nel 1395 ma le circostanze del decesso rimasero oscure.

### Il regno di Edvige
Come regina Edvige ebbe probabilmente un potere effettivo piuttosto limitato, ma fu comunque particolarmente attiva nella gestione politica del regno e nella vita diplomatica e culturale del suo Paese. Nel 1387 lanciò una spedizione militare volta a riconquistare la Rutenia Rossa, sempre nello stesso anno guidò una delegazione presso Petru I di Moldavia cercando di fare della Moldavia un feudo polacco e nel 1390 diede inizio a una corrispondenza con i cavalieri dell'Ordine Teutonico, a cui fecero seguito anche incontri personali, che ben presto degenerarono in un sanguinoso conflitto che finì nel 1392 con la stipulazione del trattato di Astrava. In quello stesso anno, per consentire ai suoi sudditi di prendere parte ai sacri riti del Giubileo, ottenne dal pontefice Bonifacio IX di potere celebrare l'evento in patria, evitando così di esporre i fedeli ai rischi del pellegrinaggio a Roma.
Sul piano culturale incoraggiò la traduzione in polacco di molti testi latini, in modo da incrementarne la diffusione fra i suoi sudditi. Fu molto prodiga in donazioni a scopo caritatevole, a favore soprattutto della costruzione di ospedali, e fu artefice della fondazione del vescovato di Vilnius con lo scopo di volere rafforzare il cristianesimo in zone del territorio lituano dove il paganesimo era fortemente radicato. Fece dono dei suoi gioielli, persino delle insegne regali, per finanziare il recupero dell'Accademia di Cracovia, ribattezzata nel 1817 Università Jagellonica in onore suo e di suo marito. Nel 1397 fondò a Cracovia la prima facoltà di teologia della storia polacca.

### La morte
Il 22 giugno 1399, Edvige diede alla luce una figlia, battezzata con il nome di Elisabetta Bonifacia. Ma la bambina visse solo pochi giorni e la stessa sovrana andò incontro a serie complicazioni che ne compromisero la salute. Il 17 luglio, a Cracovia, Edvige d'Angiò, regina di Polonia, morì all'età di appena 25 anni. Il suo corpo fu sepolto, insieme a quello della neonata, nel presbiterio della Cattedrale del Wawel, presso l'altare di Sant'Erasmo.
La sua morte pregiudicò la posizione di Ladislao come re di Polonia. Nonostante tutto il sovrano riuscì a mantenere il trono fino alla sua morte, avvenuta trentacinque anni più tardi.

## L'eredità
Non era facile stabilire chi fosse l'erede diretto di Edvige sul trono polacco. La Polonia, difatti, non aveva mai adottato il criterio di successione ereditaria per primogenitura, ma i monarchi erano sempre ascesi al trono sulla base di una sorta di elezione. Discendenti di Ladislao il Breve erano rintracciabili nella linea ducale di Świdnica (Schweidnitz) e nelle linee dei duchi di Opole e Sagan (odierna Żagań). Inoltre, vi erano i discendenti delle figlie di Casimiro III, come per esempio la figlia minore Anna, contessa di Cilli (morta nel 1425 senza eredi maschi) e la figlia di quest'ultima, Anna di Cilli, andata in sposa al vedovo di Edvige Ladislao II Jagellone.
Lo stesso imperatore Sigismondo, come suo fratello Venceslao, era discendente di Casimiro III: sua madre, Elisabetta di Pomerania, era figlia di Elisabetta di Polonia, figlia di Casimiro III e della prima moglie Anna di Lituania.
Ladislao Jagellone, vedovo di Edvige, mantenne il trono anche dopo la morte di colei che sposandolo lo aveva legittimato quale sovrano polacco. Ma contro di lui non si levarono mai opposizioni energiche, né comparve mai un pretendente che avesse maggiori diritti al trono, nemmeno dopo la morte della seconda moglie. A Ladislao Jagellone successero in Polonia i figli avuti dall'ultima moglie Sofia di Halshany, che non avevano legami di parentela con i precedenti regnanti polacchi. Prima Ladislao III, che regnò anche sull'Ungheria in contrapposizione a Ladislao V, e Casimiro IV, re di Polonia e Granduca di Lituania.

## La tomba di Edvige

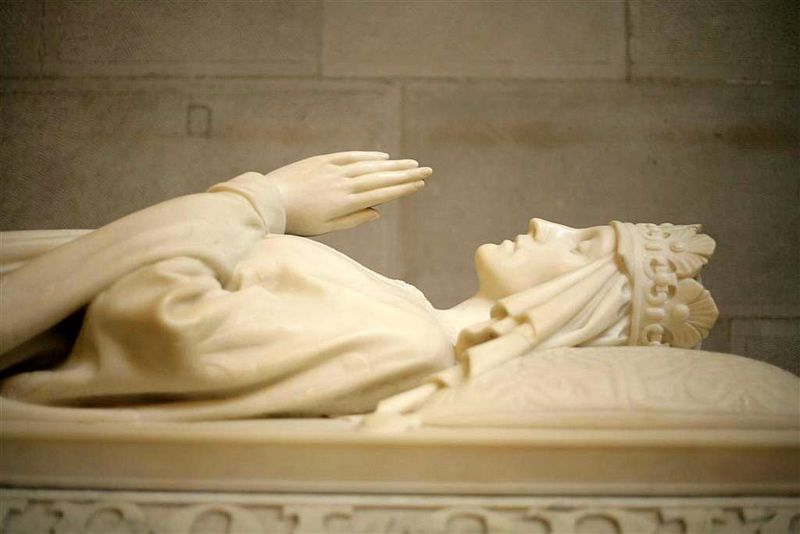
Il sarcofago della regina Edvige
(cattedrale del Wawel)

Dal giorno della sua sepoltura il corpo di Edvige è stato riesumato almeno tre volte.
La prima volta fu nel XVII secolo, in occasione della costruzione del sarcofago di un vescovo accanto alla tomba di Edvige.
La seconda esumazione ebbe luogo nel 1887, quando all'apertura del mausoleo fu ritrovato lo scheletro intero di Edvige insieme a un mantello e un cappello. Jan Matejko realizzò in quell'occasione uno schizzo del teschio di Edvige, dal quale trasse poi il suo ritratto.
La sua tomba fu nuovamente aperta il 12 luglio 1949. Questa volta le spoglie della sovrana furono riseppellite in un sarcofago, che era stato scolpito in marmo bianco nel 1902 da Antoni Madeyski e che fu donato da Karol Lanckoronski. Su di esso la regina è raffigurata insieme a un cane, simbolo di fedeltà, adagiato ai suoi piedi. Il sarcofago è orientato in modo che i piedi di Edvige puntino a ovest, diversamente da tutti gli altri sarcofagi della cattedrale. Vicino al mausoleo sono esposti due oggetti con i quali la regina era stata originariamente seppellita: un globo e uno scettro di legno molto modesti. Alla sua morte, infatti, Edvige non possedeva più gioielli, poiché li aveva venduti tutti per finanziare il recupero di quella che sarebbe diventata l'Università Jagellonica.

## Leggende sulla santità della regina
Appena dopo la sua morte molti cominciarono a considerare Edvige una santa. Nel giro di poco tempo sorsero infatti numerose leggende intorno a presunti miracoli dovuti alla sua intercessione, che avrebbero confermato oltre ogni dubbio la sua conclamata santità. Gli episodi più noti sono quelli della Croce di Edvige e il Piede di Edvige.

### La croce di Edvige
Durante la sua vita Edvige soleva trascorrere momenti di meditazione mistica e di preghiera di fronte a un grande crocifisso nero posto nella navata settentrionale della cattedrale del Wawel. Si racconta che nel corso di uno di questi momenti di raccoglimento, il Cristo in croce avrebbe preso a parlarle. Da allora il crocifisso, noto come Croce di Santa Edvige, è rimasto sempre lì al suo posto, ornato ai suoi piedi da numerosi oggetti votivi e reliquie.

### Il piede di Edvige
Un'altra leggenda racconta invece del giorno in cui Edvige fece dono di un pezzo di gioielleria a un povero scalpellino che le aveva implorato aiuto. Quando la regina si congedò da lui l'uomo notò che le sue orme rimanevano impresse sull'intonaco del pavimento della bottega come fosse stato ancora fresco. In realtà l'intonaco si era già indurito molto prima della visita della sovrana. Tali orme, note come Il piede di Edvige, possono essere ammirate ancora oggi in una delle chiese di Cracovia.

## Santa Edvige Regina
La venerazione dei polacchi nei confronti di Edvige è stata sempre vastissima. L'8 agosto 1986 la Congregazione per il Culto Divino e la Disciplina dei Sacramenti affermò ufficialmente la sua beatificazione. In seguito ai pronunciamenti della Congregazione delle Cause dei Santi circa una miracolosa guarigione avvenuta nel 1950 e attribuita alla sua intercessione, l'8 giugno 1997, a Cracovia, il papa polacco Wojtyla (Giovanni Paolo II), recatosi in preghiera sulla sua tomba, ne proclamò la canonizzazione, facendola cioè diventare santa.
Oggi è la santa patrona delle regine, della nazione polacca e dell'Unione europea.

## Ascendenza
|                       |                     |                           | Genitori                   |  |  | Nonni |  |  | Bisnonni               |  |  | Trisnonni          |  |
|                       |                     |                           |                            |  |  |       |  |  | Carlo Martello d'Angiò |  |  | Carlo II di Napoli |  |
|                       |                     |                           |                            |  |  |       |  |  | Carlo Martello d'Angiò |  |  | Carlo II di Napoli |  |
|                       |                     | Maria d'Ungheria          |                            |  |  |       |  |  | Carlo Martello d'Angiò |  |  |                    |  |
| Carlo Roberto d'Angiò |                     |                           |                            |  |  |       |  |  | Carlo Martello d'Angiò |  |  |                    |  |
|                       |                     | Clemenza d'Asburgo        | Rodolfo I d'Asburgo        |  |  |       |  |  |                        |  |  |                    |  |
|                       |                     | Clemenza d'Asburgo        | Rodolfo I d'Asburgo        |  |  |       |  |  |                        |  |  |                    |  |
|                       |                     | Clemenza d'Asburgo        | Gertrude di Hohenberg      |  |  |       |  |  |                        |  |  |                    |  |
| Luigi I d'Ungheria    |                     | Clemenza d'Asburgo        |                            |  |  |       |  |  |                        |  |  |                    |  |
|                       |                     | Ladislao I di Polonia     | Casimiro I di Cuiavia      |  |  |       |  |  |                        |  |  |                    |  |
|                       |                     | Ladislao I di Polonia     | Casimiro I di Cuiavia      |  |  |       |  |  |                        |  |  |                    |  |
|                       |                     | Ladislao I di Polonia     | Eufrosina di Opole         |  |  |       |  |  |                        |  |  |                    |  |
| Elisabetta di Polonia |                     | Ladislao I di Polonia     |                            |  |  |       |  |  |                        |  |  |                    |  |
|                       |                     | Edvige di Kalisz          | Boleslao il Pio            |  |  |       |  |  |                        |  |  |                    |  |
|                       |                     | Edvige di Kalisz          | Boleslao il Pio            |  |  |       |  |  |                        |  |  |                    |  |
|                       |                     | Edvige di Kalisz          | Iolanda di Polonia         |  |  |       |  |  |                        |  |  |                    |  |
| Edvige di Polonia     |                     | Edvige di Kalisz          |                            |  |  |       |  |  |                        |  |  |                    |  |
|                       | Stefano I di Bosnia | Prijezda I di Bosnia      |                            |  |  |       |  |  |                        |  |  |                    |  |
|                       | Stefano I di Bosnia | Prijezda I di Bosnia      |                            |  |  |       |  |  |                        |  |  |                    |  |
|                       | Stefano I di Bosnia | ?                         |                            |  |  |       |  |  |                        |  |  |                    |  |
| Stefano II di Bosnia  | Stefano I di Bosnia |                           |                            |  |  |       |  |  |                        |  |  |                    |  |
|                       |                     | Elisabetta di Serbia      | Stefano Dragutin di Serbia |  |  |       |  |  |                        |  |  |                    |  |
|                       |                     | Elisabetta di Serbia      | Stefano Dragutin di Serbia |  |  |       |  |  |                        |  |  |                    |  |
|                       |                     | Elisabetta di Serbia      | Caterina d'Ungheria        |  |  |       |  |  |                        |  |  |                    |  |
| Elisabetta di Bosnia  |                     | Elisabetta di Serbia      |                            |  |  |       |  |  |                        |  |  |                    |  |
|                       |                     | Casimiro III di Gniewkowo | Ziemomysł di Kuyavia       |  |  |       |  |  |                        |  |  |                    |  |
|                       |                     | Casimiro III di Gniewkowo | Ziemomysł di Kuyavia       |  |  |       |  |  |                        |  |  |                    |  |
|                       |                     | Casimiro III di Gniewkowo | Salomea di Pomerania       |  |  |       |  |  |                        |  |  |                    |  |
| Elisabetta di Kuyavia |                     | Casimiro III di Gniewkowo |                            |  |  |       |  |  |                        |  |  |                    |  |
|                       |                     | ?                         | ?                          |  |  |       |  |  |                        |  |  |                    |  |
|                       |                     | ?                         | ?                          |  |  |       |  |  |                        |  |  |                    |  |
|                       |                     | ?                         | ?                          |  |  |       |  |  |                        |  |  |                    |  |
|                       |                     | ?                         |                            |  |  |       |  |  |                        |  |  |                    |  |